# Philantomba
Philantomba Blyth, 1840 è uno dei sei generi che costituiscono la sottofamiglia dei cefalofini. Comprende solamente tre specie: il cefalofo di Maxwell e il cefalofo azzurro, in passato classificate in Cephalophus, e una terza, di recente scoperta e descrizione, il cefalofo di Verheyen.

## Descrizione
Tutte e tre le specie di Philantomba sono più piccole della maggior parte degli altri cefalofi. Il cefalofo di Maxwell misura 55–90 cm di lunghezza e pesa 8–9 kg, mentre il più piccolo cefalofo azzurro, il più piccolo rappresentante dei Cephalophini, è lungo 55–72 cm e pesa solo 4–6 kg. Tutti e due presentano un mantello di colore variabile dal grigio-marrone al grigio-azzurro, ma quello del cefalofo azzurro, come si può facilmente intuire, vira su toni più azzurri. Il cefalofo di Verheyen presenta caratteristiche intermedie fra i due precedenti.

## Distribuzione e habitat
Il cefalofo di Maxwell vive nelle foreste di pianura e nelle adiacenti foreste a galleria della regione che dalla Nigeria occidentale si spinge fino al Gambia e al Senegal, mentre il più diffuso cefalofo azzurro occupa le foreste di pianura che da Nigeria e Gabon si spingono fino al Kenya a est e al Sudafrica a sud. Il Cefalofo di Verheyen è presente invece nella zona del corridoio del Dahomey, quindi in Togo, Ghana e nelle zone limitrofe.

## Biologia
I cefalofi del genere Philantomba non sono gregari e di solito vengono visti da soli o in coppia. Allo stato libero il cefalofo azzurro è realmente monogamo; pare che le coppie si formino per la vita e dimorino in piccoli territori stabili - 2-4 ettari - che sia il maschio sia la femmina difendono attivamente dagli altri membri della stessa specie. In cattività il maschio del cefalofo di Maxwell è molto aggressivo nei riguardi dei maschi non parenti, mentre la femmina lo è nei confronti delle femmine non parenti.
I Philantomba di solito hanno un solo cucciolo. I piccoli di entrambe le specie trascorrono poco tempo con la madre durante le prime settimane di vita, restando ben nascosti nella vegetazione. I giovani del cefalofo azzurro raggiungono la maturità sessuale a circa un anno e lasciano i genitori durante il secondo anno di vita per cercare una compagna e un territorio.

## Specie
Com'è già stato detto, il genere Philantomba comprende tre specie:
- Philantomba maxwellii (C.H. Smith, 1827) - cefalofo di Maxwell;
- Philantomba monticola (Thunberg, 1789) - cefalofo azzurro;
- Philantomba walteri (2010) - cefalofo di Verheyen.